# Siboris Lombang
Siboris Lombang is een bestuurslaag in het regentschap Padang Lawas van de provincie Noord-Sumatra, Indonesië. Siboris Lombang telt 318 inwoners (volkstelling 2010).